# Lütte (Lemgo)
Lütte ist eine kleine Ortschaft im Ortsteil Voßheide der Stadt Lemgo im nordrhein-westfälischen Kreis Lippe in Deutschland.

## Geschichte
Seit der Mitte des 19. Jahrhunderts bestand die Gemeinde Lütte im lippischen Verwaltungsamt Brake, die aus der gleichnamigen Bauerschaft hervorgegangen war. Zu ihr gehörten das Dorf Lütte, Teile der Dörfer Breite und Maßbruch sowie die Wohnplätze Papiernbentrup, Dinglinghausen, Möllerkamp, Vogelhorst und Wiembeckerberg.

### 20. Jahrhundert
Am 1. Oktober 1921 wurde Lütte mit den Nachbargemeinden Hasebeck und Kluckhof zur neuen Gemeinde Voßheide zusammengeschlossen. Voßheide wiederum wurde am 1. Januar 1969 in die Stadt Lemgo eingemeindet. Der Kreis Lemgo mit Lütte bzw. Voßheide ging am 1. Januar 1973 im Zuge der nordrhein-westfälischen Kreisreform im Rahmen des Bielefeld-Gesetzes durch Vereinigung mit dem Kreis Detmold im heutigen Kreis Lippe auf.

### Einwohnerentwicklung
| Jahr      | 1875 | 1882 | 1898 | 1902 | 1906 | 1911 |
| Einwohner | 0351 | 0316 | 0383 | 0385 | 0454 | 0448 |
| Nachweis  | 0    | 0    | 0    | 0    | 0    | 0    |

## Baudenkmäler
Baudenkmäler in Lütte sind die Gebäude An der Haselbeke 50 und 52, Dinglinghauser Weg 52, Lütter Straße 36 sowie Papiernbentrup 43 und 55.